# Błotnicowate
Błotnicowate (Hebridae) – rodzina pluskwiaków różnoskrzydłych z infrarzędu półwodnych. Jedyna rodzina monotypowej nadrodziny Hebroidea.

## Morfologia
Drobne pluskwiaki o ciele długości od 1,3 do 3,7 mm, ale 3 mm przekraczające rzadko. Należą tym samym do najmniejszych pluskwiaków półwodnych. Powierzchnię ciała, z wyjątkiem odnóży i odwłoka pokrywa warstwa mikroskopowych i makroskopowych włosków. Głowa wyposażona jest w przyoczka ulokowane u jej nasady, obok oczu złożonych. Przed każdym z przyoczek leży głęboki dołek, któremu po wewnętrznej stronie puszki głowowej odpowiada apodema. Czułki najczęściej są stosunkowo krótkie. Budują je cztery człony, ale u licznych gatunków ostatni z nich jest podzielony błoniastym przewężeniem tak, że czułki wyglądają na pięcioczłonowe. Drugi człon czułków nie jest dłuższy od pierwszego. Kłujka (rostrum) jest cylindryczna, 4-członowa, o nasadzie położonej w głębokiej rynience, utworzonej przez dwie płytki licowe (bucculae). Na przedpleczu obecne dołeczki wyposażone w pory. Tylny brzeg przedplecza jest ścięty i w związku z tym tarczka zwykle jest widoczna. Na półpokrywach obecne są dwie żyłki podłużne, których końce łączy żyłka poprzeczna, odgraniczająca przykrywkę od pozbawionej żyłek zakrywki. Międzykrywka jest błoniasta. Para podłużnych żeberek biegnie na spodzie tułowia między biodrami, tworząc rynienkowate zagłębienie, w które wchodzi kłujka w pozycji spoczynkowej. U osobników dorosłych stopy są dwuczłonowe, ale drugi człon odpowiada scalonym członom drugiemu i trzeciemu innych pluskwiaków półwodnych. Odwłok obu płci ma genitalia osadzone przedwierzchołkowo (anteapikalnie). Narząd kopulacyjny samców ma paramery drobne i zwykle symetryczne. U samic walwy pokładełka są słabo zesklerotyzowane i znacznie uwstecznione. Mają formę bardziej płytkowatą niż u wodziarkowatych.

## Biologia i ekologia
Owady te zasiedlają pobrzeża wód płynących i stojących oraz mokradeł. Większość występuje wśród nadbrzeżnej roślinności i mchach. Niektóre wyspecjalizowały się życiu na kamieniach w strumieniach i pod wodospadami. Kilka gatunków zamieszkuje pobrzeża wód słonych. Są drapieżne. Jaja składają na powierzchni podłoża, przyczepiając je galaretowatą wydzieliną.

## Rozprzestrzenienie
Znane ze wszystkich obszarów zoogeograficznych, ale największą różnorodność gatunkową osiągają w krainie orientalnej. W Polsce występują 2 gatunki (zobacz: błotnicowate Polski).

## Systematyka
Rodzina ta obejmuje ponad 100 opisanych gatunków, zgrupowanych w 12 rodzajach i 2 podrodzinach:
- podrodzina: Hebrinae Amyot & Serville, 1843
  - Austrohebrus Andersen & Weir, 2004
  - Hebrometra Cobben, 1982
  - Hebrus Curtis, 1833
  - Lipogomphus Berg, 1879
  - Merragata White, 1877
  - †Miohebrus Garrouste and Nel, 2010
  - Neotimasius Andersen, 1981
  - †Stenohebrus J. Polhemus, 1995
  - Timasius Distant, 1909
- podrodzina: Hyrcaninae Andersen, 1981
  - Hyrcanus Distant, 1910
  - Nieserius Zettel, 1999
- podrodzina: incertae sedis
  - †Palaeohebrus Martins-Neto 1997[7]

Zapis kopalny rodziny obejmuje 3 gatunki: Palaeohebrus tremembeensis z oligocenu oraz Stenohebrus glaesarius i Miohebrus anderseni z miocenu.